# ایجیرو تونو

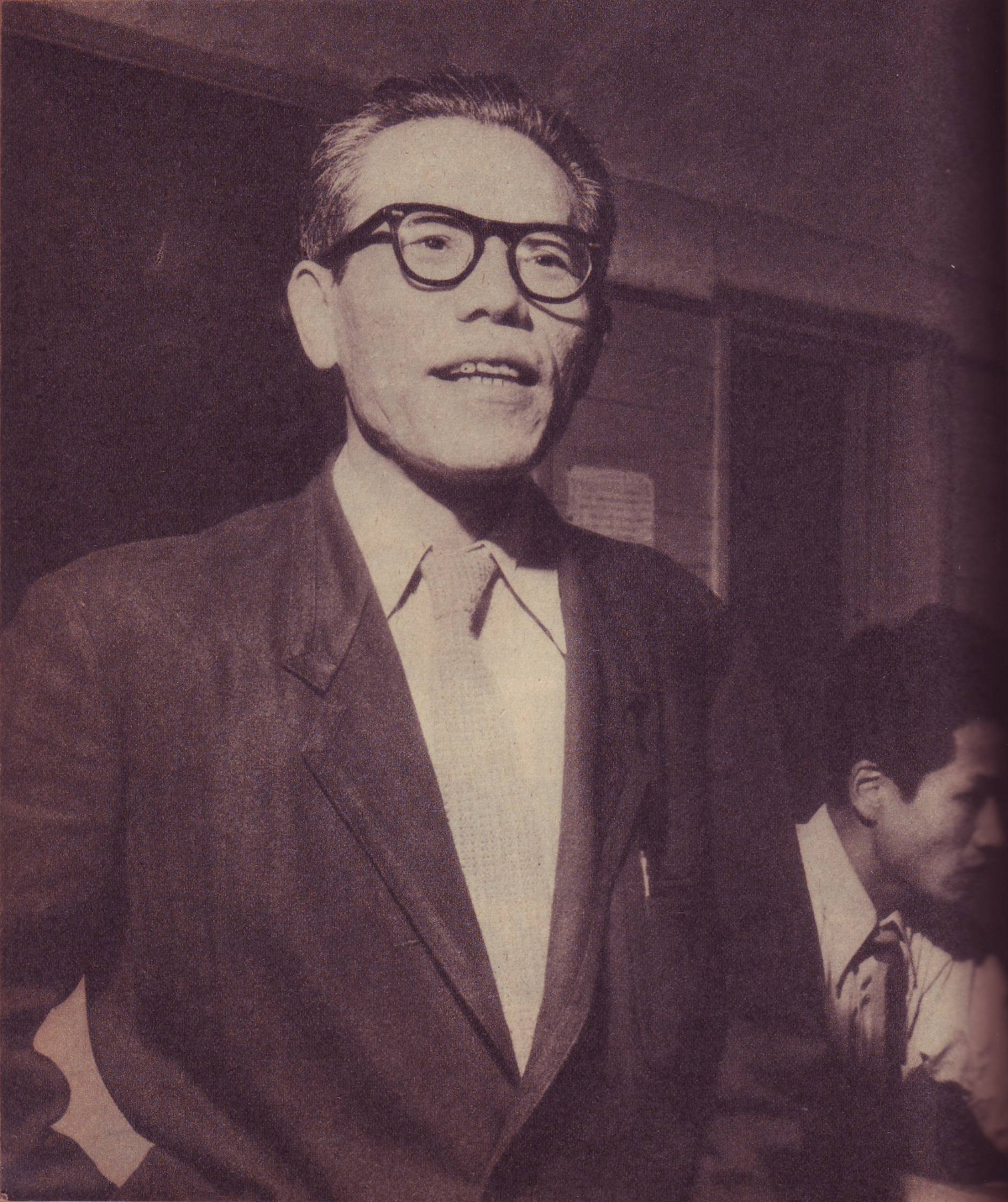
نگارهٔ ایجیرو تونو، بازیگر مشهور ژاپنی - ۱۹۵۴

ایجیرو تونو (به ژاپنی: 東野英治郎 Tōno Eijirō) (۱۷ سپتامبر ۱۹۰۷ – ۸ سپتامبر ۱۹۹۴) بازیگر ژاپنی بود که در دوران فعالیت حرفه‌ای‌اش که بیش از ۵۰ سال طول کشید، در بیش از ۴۰۰ برنامهٔ تلویزیونی و نزدیک به ۲۵۰ فیلم سینمایی ظاهر شد. از فیلم‌های مهمش در مقام بازیگر می‌توان داستان توکیو، هفت سامورایی، یوجیمبو، میتو کومون و بعدازظهر پاییزی را نام برد.